# Austro Omega
Austro Omega is een historisch Oostenrijks motorfietsmerk.
De bedrijfsnaam was: Josef Pruckner Motorradbau, Korneuburg.
In 1932, op het moment dat bijna alle Oostenrijkse motorfietsproducenten door de Grote Depressie verdwenen waren, kwam Josef Pruckner op de markt met juist tamelijk dure en snelle motorfietsen. De inbouwmotoren waren 348-, 496- en 746cc-eenheden van JAP en speciaal voor races konden ook 348cc-Sturmey-Archer-kopklepmotoren geleverd worden.
Austro Omega boekte veel successen in de racerij. Productiemodellen hadden 348-, 496- en 746 cc JAP-motoren en andere Britse componenten. Sommige racemotoren hadden 348 cc Sturmey-Archer motoren.
In 1939 werd de productie noodgedwongen beëindigd. Britse inbouwmotoren konden tijdens de Tweede Wereldoorlog niet meer geleverd worden. Na 1945 bouwde Pruckner nog zijspannen.